# You Don't Have to Die
Pour plus de détails, voir Fiche technique et Distribution.
You Don't Have to Die est un film de court métrage documentaire américain réalisé par Malcolm Clarke et Bill Guttentag. 
Il a remporté l'Oscar du meilleur court métrage documentaire en 1989.

## Synopsis
Un jeune garçon se bat avec succès contre le cancer, et aide d'autres enfants à surmonter leurs peurs.

## Fiche technique
- Réalisation : Malcolm Clarke et Bill Guttentag
- Production :  Filmworks, Tiger Rose
- Image : Greg Andracke
- Montage : Nancy Frazen
- Lieu de tournage : Hôpital de Rochester, Minnesota

## Distinctions
- 1989 : Oscar du meilleur court métrage documentaire[1]